# Mount Snowman
Der Mount Snowman (englisch; polnisch Góra Człowieka Śniegów ‚Schneemenschenberg‘) ist ein über 200 m hoher und steiler Berg auf Ridley Island im Archipel der Südlichen Shetlandinseln.
Polnische Wissenschaftler benannten ihn 1984. In seinem Aussehen ähnelt der Berg vorgeblich dem Yeti, dem mythischen Schneemenschen aus dem Himalaya.